# Kenner Products
Kenner Products fue una compañía de juguetes con sede en Cincinnati, Estados Unidos. Desde su fundación en 1946 se ha especializado en juguetes, plastilina moldeadora y figuras de acción inspiradas en series de televisión y películas, siendo la más conocida su línea de productos de la saga Star Wars. A lo largo de su historia ha pertenecido a General Mills, Tonka y Hasbro, que finalmente cerró la empresa en el 2000.

## Historia
Kenner Products fue fundada en 1946 por Albert, Phillip y Joseph L. Steiner, tres hermanos de Cincinnati (Ohio, Estados Unidos). Inicialmente concebida como un fabricante de jabón y detergente en polvo, en los años 1950 pasaron a fabricar juguetes con el lanzamiento de Bubblematic, una pistola que disparaba burbujas. A ella le siguieron otros productos infantiles como construcciones de plástico, hornos de cocina (Easy-Bake Oven, 1963) y el espirógrafo (1966). Se la considera una de las pioneras del sector en promocionarse por televisión con un eslogan (It's Kenner! It's fun!) y una mascota corporativa diseñada por Jim Henson: el Kenner Gooney Bird, que años después serviría de modelo para crear la gallina Caponata.
La empresa fue adquirida en 1967 por General Mills, propietarios a su vez de licencias como Play-Doh. Tres años más tarde, el segmento de juguetes de General Mills quedó dividido de la siguiente forma: Kenner para las figuras de acción, bajo la presidencia del ejecutivo Bernard Loomis, y Parker Brothers para los juegos de mesa. A mediados de los años 1970 sus mayores éxitos eran el espirógrafo, el muñeco Stretch Armstrong y las figuras de acción de The Six Million Dollar Man.
La situación de Kenner mejoró notablemente gracias a las buenas ventas de los juguetes de Star Wars, cuyos derechos habían adquirido en 1977. El éxito de la trilogía les llevó a comprar numerosas licencias de series y películas, entre ellas Batman, Super Powers Collection (DC Comics), Indiana Jones, Los cazafantasmas y Parque Jurásico. Por otro lado, intentó emular el éxito de los Transformers de Hasbro con su propia serie de vehículos transformables, M.A.S.K. (1985-1988).
General Mills vendió en 1987 toda su división de juguetes (incluyendo Kenner y Parker Brothers) al fabricante de automóviles a escala Tonka, en una operación estimada en 628 millones de dólares. Cuatro años después, Hasbro absorbería una endeudada Tonka y todos sus activos por unos 516 millones de dólares. Los nuevos propietarios mantuvieron la marca Kenner hasta cerrar la planta de Cincinnati en el 2000.

## Juguetes deStar Wars

Logo promocional usado en los blisters españoles (PBP) de la colección Star Wars de Kenner.

El mayor éxito en la historia de Kenner fueron los juguetes oficiales de las películas de Star Wars. En el tiempo que la colección estuvo en el mercado, desde 1978 hasta 1985, se vendieron más de 300 millones de productos relacionados con la saga, y hoy son considerados objetos de coleccionista.
Kenner había llegado a un acuerdo con Lucasfilm un mes antes del estreno de La guerra de las galaxias (1977), y luego de que grandes jugueteras como Mattel, Hasbro y Mego hubiesen rechazado la licencia. A pesar de tener poco tiempo e información para prepararlo todo, los responsables de la compañía trabajaron estrechamente con George Lucas en el diseño de las figuras de acción: para que los muñecos cupieran en naves y vehículos, Bernard Loomis determinó que el tamaño sería de 3,5 a 4 pulgadas (9,5 cm), bastante más pequeñas que el estándar tradicional.
Star Wars fue la película más taquillera en 1977, por lo que las previsiones de producción de Kenner se vieron desbordadas. Al no llegar a tiempo para la campaña de Navidad, la empresa puso a la venta un «certificado» por el que se comprometía a enviar a cada cliente un total de cuatro figuras por correo postal. La estrategia funcionó: las doce primeras figuras de la saga salieron a la venta en 1978, y a finales del mismo año la línea de La guerra de las galaxias se había convertido en el juguete estrella: más de 40 millones de unidades en Estados Unidos, con un beneficio de 100 millones de dólares sólo en el primer año. Los estrenos de El Imperio contraataca (1980) y El retorno del Jedi (1983) ampliaron el merchandising a toda clase de accesorios. Y cuando Kenner descontinuó la colección en 1985, se habían comercializado más de 100 personajes distintos.
El trato original era muy ventajoso para Kenner, pues le otorgaba unas regalías demasiado elevadas: por cada dólar de ingresos obtenían el 95%, mientras que 20th Century Fox y Lucasfilm se repartían el resto a partes iguales. A cambio la juguetera debía asegurar la producción y generar suficientes ingresos para George Lucas. El acuerdo expiró a finales de los años 1980, por lo que Hasbro tuvo que renegociarlo de cara a la segunda trilogía.